# Гун Чжэн
Гун Чжэн (龚正; род. 4 марта 1960, Сучжоу, Цзянсу) — китайский политик, член ЦК КПК 19-го созыва (с 2017) и с марта 2020 года мэр Шанхая, также замглавы Шанхайского горкома КПК. Прежде с 2017 года губернатор провинции Шаньдун, а в 2013—2015 гг. глава Ханчжоуского горкома партии. Доктор экономики. Более четверти века работал на китайской таможне.
По национальности ханец. Трудовую деятельность начал в 1982 году. В том году окончил Университет международного бизнеса и экономики (бакалавр таможенного управления), где впоследствии получит и степень MBA в 1994 году. Член КПК с 1985 года.
После окончания вуза в 1982 году поступил в General Administration of Customs, с 2003 года заместитель директора.
С 2008 г. вице-губернатор пров. Чжэцзян, в 2013—2015 гг. глава ее столичного Ханчжоуского горкома партии (сменил в этой должности Хуан Куньмина, члена Политбюро ЦК КПК 19-го созыва). С 2015 года замглавы парткома провинции Шаньдун, в 2017—2020 гг. ее губернатор. С марта 2020 года и. о., с июля 2020 года мэр Шанхая, также замглавы Шанхайского горкома КПК. В Шанхае Гун попал под начало главы горкома партии Ли Цяна, с которым уже работал вместе семь лет в Чжэцзяне.